# فردی اردبیلی
فردی اردبیلی یکی از شاعران قرن ۱۰ هجری (قرن ۱۶ میلادی) و متولد اردبیل می‌باشد.
محمدعلی تربیت در باب شخصیت او می‌گوید:
مردی نیکو خصال و پسندیده افعال است و زیاده از بیست سال است که در میان شعرا و فضلا قدم نهاده‌است والحق از شعرش لطافت طبع مفهوم می‌شود و غزل او را مستعدان می‌پسندند و فضلا در فصاحت او را مثل قیدی شیرازی می‌دانند. در سال ۹۸۹ ه‍.ق که به واسطه تحصیل علوم، به شیراز رفته بود به دارالمومنین کاشان رسید و چند روزی را در صحبت مستعدان این روزگار گذرانید.
در موزه بریتانیا نسخه‌ای از دیوان او به شماره OR 8111 مورخ سده ۱۳ به فارسی و ترکی موجود است.

## نمونه‌ای از اشعار
| در کوی ملامت زپی دیداری |  | شادم به جفای بی سبب آزاری |

| صدشکر که از دولت جان‌سختی خویش |  | شرمنده نیم زمحنت او باری |